# Citrus Hills, Florida
Citrus Hills är en ort (CDP) i Citrus County, i delstaten Florida, USA. Enligt United States Census Bureau har orten en folkmängd på 7 470 invånare (2010) och en landarea på 25,1 km².